# Jacques Jany
Jacques Jany, född 1896, var en fransk bobåkare. Han deltog vid olympiska vinterspelen 1924 i Chamonix i det franska andralaget i fyrmansbob, som slutförde tre av fyra åk och blev oplacerade.